# Jean-Christophe Spinosi
Jean-Christophe Spinosi (ur. 2 września 1964) – francuski dyrygent i skrzypek, założyciel Quatuor Matheus (1991), grupy, która przekształciła się w Ensemble Matheus.
Spinosi jest znany przede wszystkim z interpretacji instrumentalnej oraz wokalnej muzyki baroku, zwłaszcza oper Vivaldiego. 
Współpracował z wieloma znakomitymi śpiewakami, takimi jak Verónica Cangemi, Sara Mingardo, Jennifer Larmore, Sandrine Piau, Marie-Nicole Lemieux, Nathalie Stutzmann, Marjana Mijanovic, Lorenzo Regazzo, Philippe Jaroussky czy Matthias Goerne.
Pierwszy raz wystąpił w Polsce w krakowskim Teatrze im. Juliusza Słowackiego na festiwalu Opera Rara 4 marca 2010 dyrygując operą Antonia Vivaldiego "Wierna nimfa".

## Dyskografia

### CD
- Opera La fida ninfa, Antonio Vivaldi Opus111/Naïve, 2008
- Nisi Dominus, Stabat Mater, Antonio Vivaldi, Opus111/Naïve 2008
- Heroes, Antonio Vivaldi Opus111/Naïve 2007
- Opera Griselda, Antonio Vivaldi, Opus111/Naïve 2006
- Opera Orlando furioso, Antonio Vivaldi, Opus111/Naïve 2004
- De Lhoyer: Duos et Concerto Pour Guitare, Opus111/Naïve 2004
- Opera La verità w cimento, Antonio Vivaldi, Opus111/Naïve 2003
- La notte La Tempesta di mare, Il gardellino, Antonio Vivaldi, Opus111/Naive 2003
- Concerti Con Molti Strumenti, Vol. II, Antonio VivaldiPierre Verany 1997
- Concerti Con Molti Strumenti, Antonio VivaldiPierre Verany 1996

### DVD
- Opera La pietra del paragone (Kamień probierczy), Gioacchino Rossini, Opus111/Naïve 2007
 Nagrane przedstawienia z Théâtre du Châtelet w Paryżu